# 世纪互联 (北京)
世紀互聯是中国的第三方中立数据中心服务商之一。 它是Microsoft Azure和Microsoft 365服務在中國大陸的獨家運營商，並為阿里巴巴和其他中國公司提供數據中心。